# لوئیس فان اسخیل
لوئیس فان اسخیل (انگلیسی: Louis Van Schill؛ ۱۸ نوامبر ۱۹۲۱ – ۶ اکتبر ۲۰۰۶) دوچرخه‌سوار اهل بلژیک بود.